# تل آجری
تُل آجری اکنون با نام دروازه کوروش دروازه‌ای است که پیش از تخت‌جمشید و برای کاخ فیروزی که امروزه تقریبا تخریب شده، در محوطه شهر باستانی پارسه ساخته شده‌است. بنایی که در ۳ کیلومتری تخت‌جمشید واقع شده اما قدیمی‌تر از تخت‌گاه (مجموعهٔ تخت جمشید) ساخته شده‌است. باستان‌شناسان یافتند که تُل آجری، دروازه‌ای از دوران هخامنشیان و احتمالا زمان کوروش بزرگ است که در ساخت آن از هنر و فرهنگ بابلی هم استفاده شده‌است.

## یافته‌های باستان‌شناسی
کشف آجرهای لعاب‌دار با نقوش موشخشو و گاو از جمله مهمترین یافته‌های باستان‌شناسان است. موشخوشو، حیوانی افسانه‌ای و ترکیبی از مار و اژدها است که بیشتر به عنوان نماد و سمبل خدای مردوک، خدای بابلیان شناخته شده‌است. تل آجری و رابطه‌اش با کاخ فیروزی، شباهت زیادی به ساختارهای معماری در پاسارگاد دارد. از سوی دیگر، در ساخت تُل آجری از هنر و فرهنگ و معماری بابلیان استفاده شده که نشان از گرایش هخامنشیان به هنر بابلی دارد. البته این احتمال هم وجود دارد که تُل آجری به دست صنعت‌گران بابلی ساخته شده باشد.